# The Foursquare Church

Logo der The Foursquare Church: Jesus Christus als Retter, Täufer, Heiler und wiederkommender König.

Die The Foursquare Church ist eine evangelikale, pfingstlich geprägte christliche Denomination. Im Jahre 2000 hatte die Kirche über 5 Millionen Mitglieder und fast 30.000 Kirchen in 123 Ländern, einschließlich der 1844 Kirchen mit 218.981 Mitgliedern in den USA, wo die Kirche gegründet wurde. Der Hauptsitz der Foursquare Church befindet sich in Los Angeles.

## Gründung
Aimee Semple McPherson, eine evangelikale Predigerin, die auch als „Schwester Aimee“ (Sister Aimee) bekannt war, gründete die Foursquare Church im Jahr 1927. Der Angelus Tempel in Los Angeles mit seinen 5300 Sitzplätzen, der schon 1923 unter ihrer Leitung gebaut wurde, war Gründungszentrum und Hauptsitz der Kirche. McPherson war eine Berühmtheit, sie nahm unter anderem an öffentlichen Veranstaltungen wie wöchentlichen Paraden in den Straßen Los Angeles teil – neben bekannten Schauspielern und dem Bürgermeister. Sie errichtete den Tempel und das direkt daneben liegende L.I.F.E. Bible College auf einem Stück Land, das ihr im Zentrum der Stadt gehörte.
McPhersons Bekanntheit blieb auch über ihren Tod hinaus. Es wurden mehrere Filme über ihr Leben veröffentlicht, wie z. B. The Disappearance of Aimee (1976) und Aimee Semple McPherson (2006). Darin werden jeweils besonders ihr einmonatiges Verschwinden im Jahr 1926 (Mai–Juni) und der darauf folgende Rechtsstreit dargestellt.

## Nach„Schwester Aimee“
Nach Aimee McPhersons Tod im Jahr 1944 wurde ihr Sohn, Rolf K. McPherson, Präsident und Leiter der Kirche – eine Position, die er 44 Jahre lang innehatte. Unter seiner Führung wuchs die Foursquare Church von ungefähr 400 auf über 10.000 Kirchen. Die Kirche bildete 1948 in Des Moines das Pentecostal Fellowship of North America („Pfingstkirchliche Gemeinschaft Nordamerikas“), dieser Allianz gehörten unter anderen auch die Assemblies of God, die Church of God, die Open Bible Standard Churches, die Pentecostal Holiness Church an.

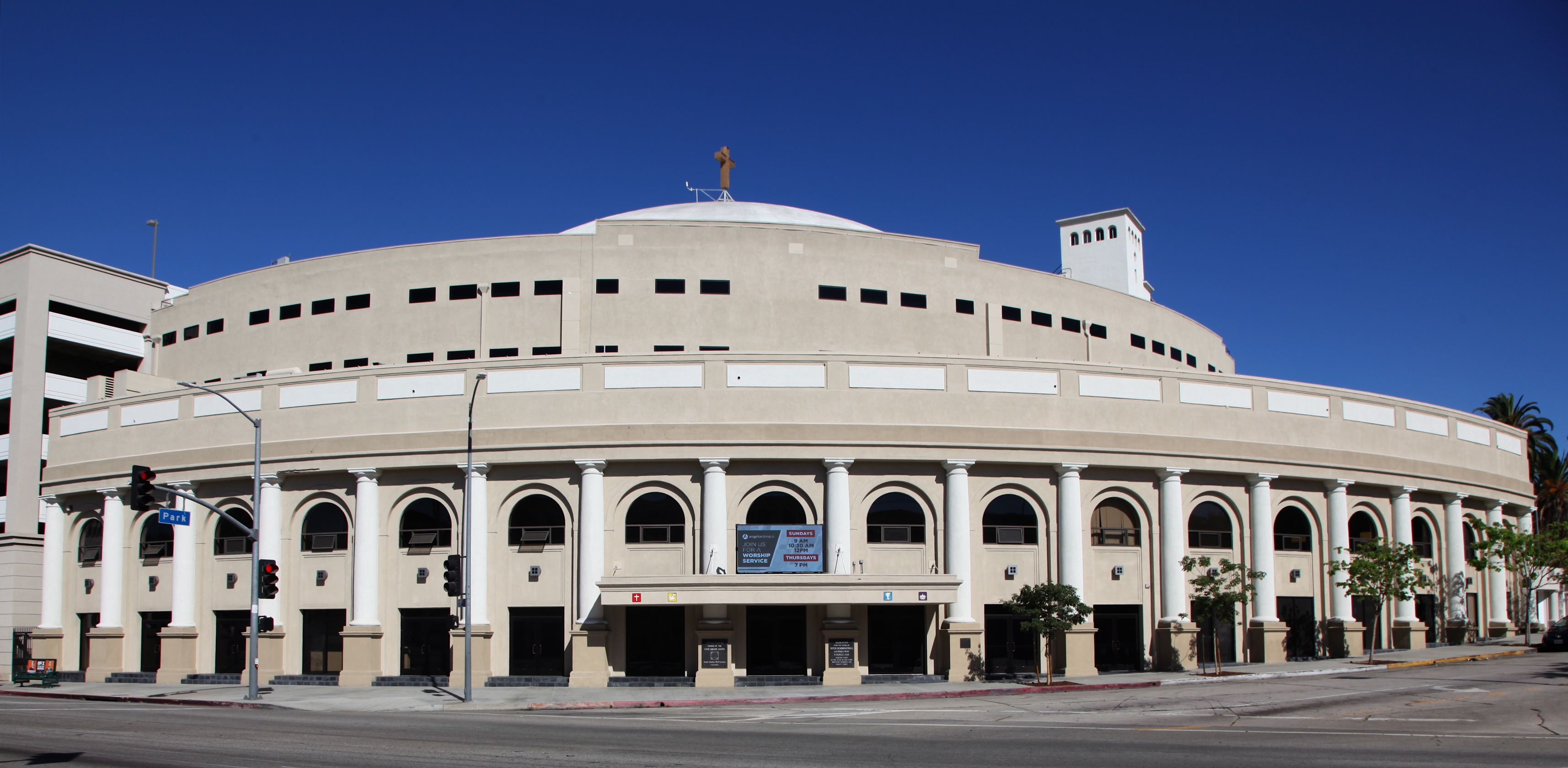
Der Angelus-Tempel, errichtet von Aimee Semple McPherson, eingeweiht am 1. Januar 1923. Der Tempel steht im Stadtteil Echo Park in Los Angeles.

Am 31. Mai 1988 wurde John R. Holland der dritte Präsident der Kirche, er blieb in dieser Führungsposition bis zum Juli 1997. Im Jahre 1994, 46 Jahre nach Gründung der Pentecostal Fellowship wurde diese umstrukturiert und nannte sich fortan Pentecostal/Charismatic Churches of North America (Pfingstliche/Charismatische Kirchen Nordamerikas). Sie taten sich im Zuge dessen auch mit afroamerikanischen Gruppierungen zusammen, die bedeutendste davon war die Church of God in Christ.
Im Juli 1997 wurde Harold Helms vorläufiger Präsident der Kirche, Paul C. Risser löste ihn in dieser Position schon im April 1998 ab.
Im Oktober 2003 verkaufte die Foursquare Church ihren Radiosender in Los Angeles (KFSG-FM, heute KXOL-FM) an den Spanischen Rundfunk für 250 Millionen US-Dollar.
Rissers Leitung führt zu einer weiteren brisanten Kontroverse für die Kirche, als ohne Beteiligung des Leitungs- und Finanzgremiums Kirchengelder in Firmen investiert wurden, die sich die „eng verbundene evangelikale Gemeinschaft“ zum Ziel gesetzt hatten. Diese Investition erwies sich als fatale Fehlinvestition in betrügerische Firmen. Risser trat im März 2004 von seinem Präsidentenposten zurück.
Im Oktober 2004 wurde Jack W. Hayford der Präsident der International Church of the Foursquare Gospel. Hayford ist der Gründer der Church on the Way in Van Nuys und der Living Way Ministries. Zusammen mit den Pastoren Roy Hicks Jr. aus Eugene, Jerry Cook aus Gresham, Ronald D. Mehl von der Foursquare Church in Beaverton und John Holland aus Vancouver wurde er beauftragt, einen „Plan“ zum Wachstum der Denomination auszuarbeiten.
Seit 2008 ist Pastor Barry Buzza Präsident der Foursquare Gospel Church of Canada.

## Lehre der Kirche
Die Foursquare Church glaubt an folgende Grundsätze:
- Die Bibel als das inspirierte Wort Gottes
- Die Dreieinigkeit
- Den Sühnetod Christi für die Sünder
- Errettung durch die Gnade Gottes in Jesus Christus
- Die Notwendigkeit aufrichtiger Buße und Akzeptanz Christi
- Die Heiligung durch Wiedergeburt
- Das tägliche Wachsen durch Kraft, Gebet, Liebe und Dienst
- Taufen durch eintauchen
- Kommunion / Abendmahl
- Die Taufe durch den Heiligen Geist, deren Anzeichen die Zungenrede ist
- Die Geistesgaben und Früchte des Geistes
- Göttliche Heilung
- Die bevorstehende Wiederkunft Christi
- Das letzte Gericht
- Evangelisierung, die sich durch Jüngerschaft auszeichnet
- Die Abgabe des Zehnten und Dankopfergaben
- Beziehung zu einer Kirche: Es ist die Pflicht eines jeden, sich selbst mit einer Versammlung von Gläubigen zu identifizieren und zusammen an dem Fortschreiten des Reiches Gottes auf Erden zu arbeiten
- Staatsuntertänigkeit: Die Regierung ist von Gott eingesetzt, die Gesetze sollten jederzeit eingehalten werden – es sei denn, sie widersprechen dem Willen Gottes
- Der Himmel ist der glorreiche Ort, an dem Gott wohnt. Und die ewige Heimat für wiedergeborene Christen
- Die Hölle ist ein Ort der Dunkelheit, tiefster Trauer und unauslöschlichem Feuer. Er war ursprünglich nicht für den Menschen, sondern für die Dämonen und den Teufel vorgesehen. Dennoch ist es der Ort der ewigen Trennung von Gott für all jene, die Christus als Retter ablehnen.